# La pêcheuse de perles
 (septembre 2021).
Pour l'opéra, voir Les Pêcheurs de perles.
La légende de la pêcheuse de perles est une très ancienne légende du folklore japonais.

## La légende
En des temps très reculés, l'empereur de Chine, désirant faire cadeau de trois magnifiques bijoux à l'empereur du Japon fait venir son émissaire.
Pendant le voyage, l'un de ces bijoux – le plus beau – est volé par Ryujin, le Roi des Dragons de l'Océan. Désespéré, l'émissaire arrive à la cour impériale et explique le vol dont il a été victime.
L'empereur du Japon, impatient de récupérer le bijou à n'importe quel prix, dépêche son premier ministre à Shido, ville située sur la côte japonaise non loin de l'endroit où a eu lieu le larcin.
En arrivant à Shido, le premier ministre réfléchit longtemps à la meilleure façon de récupérer le bijou. Il s'enquiert sur les coutumes du Roi des Dragons auprès d'un pêcheur. Ce qu'il apprend n'est guère de nature à le rassurer mais son inquiétude est quelque peu dissipée lorsqu'il entre en relations avec une jeune et belle  plongeuse (ama en japonais) pêcheuse de perles. Il l'invite à vivre avec lui à Shindo et, un an plus tard, elle donne naissance à un garçon. La plongeuse prie alors le premier ministre de faire de leur fils son héritier unique. Le premier ministre, peu désireux de revenir à Kyoto sans le bijou, accepte sa demande à condition qu'elle reprenne le bijou au Roi des Dragons. C'est une condition épouvantable mais la plongeuse accepte et retourne à son dur labeur.
Elle plonge, plonge encore, de plus en plus profond. Mais ses efforts demeurent vains. Un jour, au plus profond de l'océan, elle aperçoit le palais du Roi des Dragons. L'entrée en est gardée par des monstres dont elle n'a jamais vu d'équivalent auparavant. Maîtrisant sa peur, elle s'approche avec précautions et découvre que tous les habitants sont endormis. Nageant aussi vite que possible, elle arrive jusqu'au trône du Roi des Dragons. Elle y voit le magnifique joyau resplendissant à la lumière glauque qui pénètre au fond de la mer. Sans hésiter, elle s'en empare et retourne vers la porte gardée. Elle commence sa longue ascension en direction de son embarcation qui l'attend à la surface.
Malheureusement elle n'est pas assez rapide. Le Roi des Dragons se réveille soudain, constate la disparition du joyau et se lance immédiatement à sa poursuite. Il est un bien meilleur nageur que la pêcheuse de perles et il sait qu'il va la rattraper avant qu'elle n'atteigne l'abri de son bateau. Alors qu'il va la rejoindre, elle se rappelle subitement que le Roi des Dragons ne supporte absolument pas le sang des êtres humains. N'ayant pas d'autre choix, elle sort son couteau de l'étui pendu à sa ceinture et s'ouvre la poitrine d'un seul coup. Elle glisse le précieux bijou dans la plaie pendant que la mer se teinte de son sang. Lorsqu'elle regarde derrière elle, elle voit le regard courroucé du Roi Dragon disparaître dans un nuage rouge. Saignant abondamment et épuisée, elle atteint enfin la surface de l'eau où elle est hissée dans le bateau par les rameurs. Elle a tout juste le temps d'indiquer l'endroit où elle a caché le bijou avant de mourir.
Le premier ministre a tenu parole. Il retourne à Tokyo accompagné par son fils pour remettre le bijou à l'empereur. Il fait de l'enfant son unique héritier et, reconnaissant, ordonne également d'élever un monument à la mémoire de la belle et loyale pêcheuse de perles. Ce monument est toujours visible au temple de Shido-ji.